# شهبازوند (مقاطعة تشرداول)
شهبازوند (بالفارسية: شهبازوند) هي قرية تقع في قسم هليلان الريفي (مقاطعة تشرداول) في إيران. يقدر عدد سكانها بـ 200 نسمة بحسب إحصاء 2016.